# Easton Grey
Easton Grey est une paroisse civile et un village du Wiltshire, en Angleterre.